# Joe Pichler
Joseph David Wolfgang Pichler, detto Joe (Bremerton, 14 febbraio 1987 – scomparso 5 gennaio 2006), è stato un attore statunitense.

## Biografia
Quarto di cinque fratelli, nasce a Bremerton nello Stato di Washington. Debutta all'età di sei anni in una pubblicità. Successivamente si trasferisce a Los Angeles e recita nel 1996 nel film The Fan - Il mito. Tra la fine degli anni novanta e i primi anni 2000 recita in diversi film commedia come Musica da un'altra stanza (1998), Varsity Blues (1999), Shiloh 2: Shiloh Season (1999), Beethoven 3 (2000), Beethoven 4 (2001) e anche in film per la televisione, tra cui Fantasmi alla riscossa. Nel 2002 ha un ruolo principale nel film L'amore a 13 anni.
Nel 2002 fa ritorno nella città natale per concludere gli studi di scuola secondaria, dove si diploma nel 2005. Viene visto l'ultima volta il 5 gennaio 2006 da alcuni amici che avevano passato insieme a lui la serata. Tre giorni dopo è stato dichiarato disperso dalla famiglia, e la sua auto è stata ritrovata abbandonata dietro un ristorante nella periferia di Bremerton. In essa vi erano due pagine scritte in cui egli esprimeva l'auspicio di diventare un fratello migliore. Il suo corpo non è mai stato ritrovato.

## Filmografia
- The Fan - Il mito (The Fan), regia di Tony Scott (1996)
- Prison of Secrets, regia di Fred Gerber – film TV (1997)
- Musica da un'altra stanza (Music from Another Room), regia di Charlie Peters (1998)
- Varsity Blues, regia di Brian Robbins (1999)
- Shiloh 2: Shiloh Season, regia di Sandy Tung (1999)
- Beethoven 3 (Beethoven's 3rd), regia di David Mickey Evans (2000)
- Fantasmi alla riscossa (When Good Ghouls Go Bad), regia di Patrick Read Johnson – film TV (2001)
- Beethoven 4 (Beethoven's 4th), regia di David Mickey Evans (2001)
- L'amore a 13 anni (Children on Their Birthdays), regia di Mark Medoff (2002)

## Premi e riconoscimenti
Young Artist Award
- 1999 – Vinto - Best Performance in a Feature Film or TV Movie: Young Ensemble per Shiloh 2: Shiloh Season.

## Doppiatori italiani
Nelle versioni in italiano delle opere in cui ha recitato, Joe Pichler è stato doppiato da:
- Giulio Renzi Ricci in Beethoven 4
- Massimo Di Benedetto in Fantasmi alla riscossa